# PSR B1620-26 b

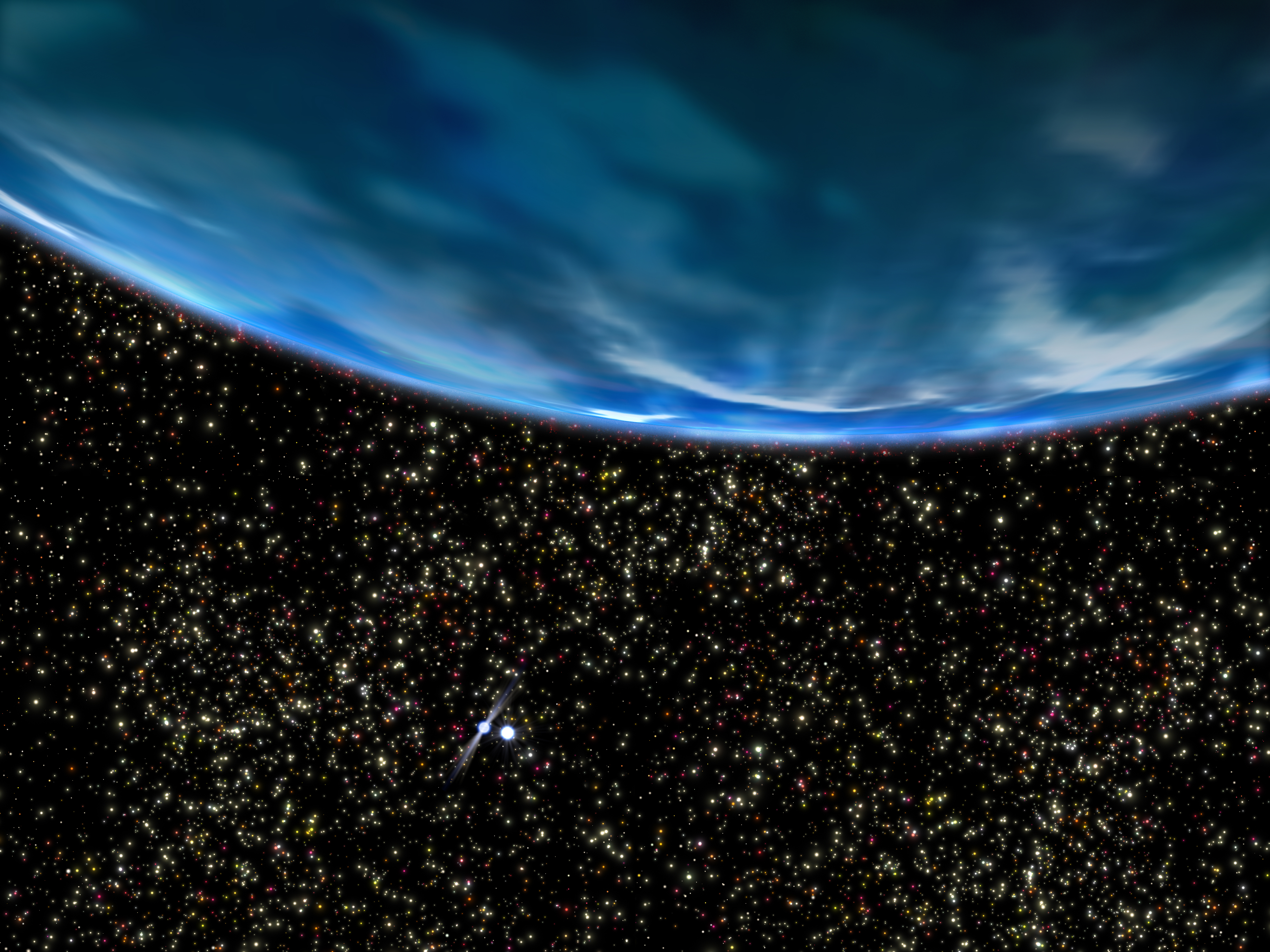
Художнє зображення газового гіганта в подвійній системі PSR B1620-26, яка складається з нейтронної зірки і білого карлика і знаходиться в кулястому скупченні M4.

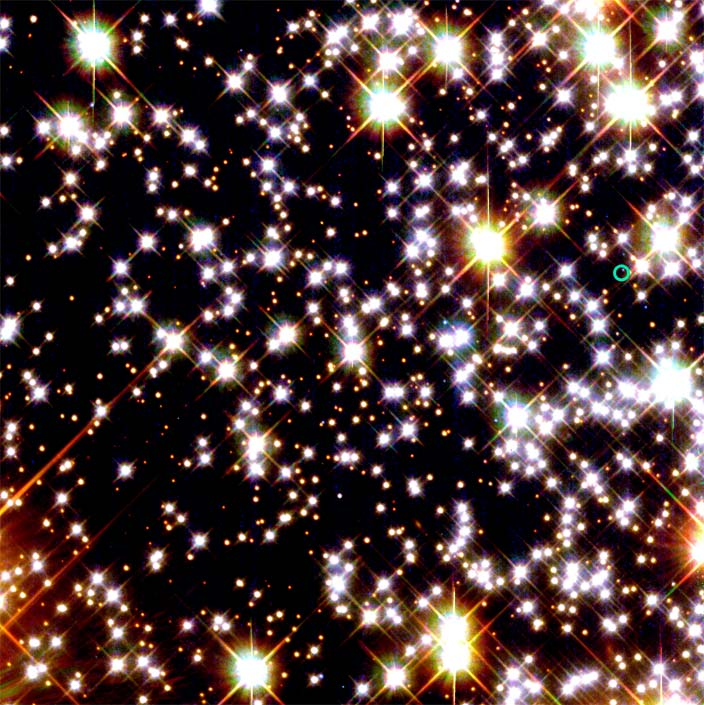
Локалізація системи PSR B1620−26 в скупченні М4

PSR B1620−26 b (Мафусаїл) — екзопланета, розташована на відстані 12 400 світлових років в сузір'ї Скорпіона. Відкрита у 1993 р.
Планета є однією з найдавніших з нині відомих екзопланет — за деякими оцінками, її вік становить близько 12,7 мільярда років
Планета має масу 2,5 мас Юпітера і робить повний оберт навколо зірок PSR B1620-26 за 100 років.
Відстань планети від PSR B1620-26 A і PSR B1620-26 B складає близько 23 а. о. (близько 3,4 мільярда кілометрів) — це трохи більше відстані між Ураном і Сонцем.